# 서거정선생묘지석
서거정선생묘지석(徐居正先生墓誌石)은 대한민국 경기도 용인시 기흥구 상갈동, 경기도박물관에 있는,  조선 전기의 대학자인 서거정(1420∼1488) 선생의 묘지석이다. 1989년 6월 1일 경기도의 유형문화재 제136호로 지정되었다.

## 개요
묘지석은 죽은 사람의 인적사항이나 묘소의 위치를 기록하여 무덤에 묻어 두는 것으로, 이것은 조선 전기의 대학자인 서거정(1420∼1488) 선생의 묘지석이다.
서거정은 성리학을 비롯하여 천문·지리·의약·풍수에 이르기까지 해박한 지식을 갖추었으며, 조선시대 통치 체제의 기틀을 마련하기 위한 법전편찬에 참여하였다. 그는 특히 시에 능통하여 통일신라시대부터 조선 전기에 이르는 시문을 골라 엮은 『동문선』을 펴내 한문학을 집대성하였다.
이 묘지석은 모두 19매로, 형태는 직사각형이고, 재료는 백자이다. 크기는 모두 비슷하나 자기를 구울 때 줄어들어 조금씩 차이가 나고 있다. 1매의 묘지석은 청화(靑畵:여러 가지 금속화합물로 구성된 청색칠감)로 쓰여졌으나 나머지는 글씨를 새겨 넣었다. 묘지의 명칭은 이숙함이 지었다.
선생이 세상을 뜬 성종 19년(1488)에 만든 것으로, 도시계획으로 묘소를 옮길 때 발견되어 현재 경기도립박물관에서 소장하고 있다.

## 같이 보기
- 서거정

## 참고 자료
- 서거정선생묘지석 - 국가유산청 국가유산포털